# 紅葉川渓谷 (徳島県)
紅葉川渓谷（もみじがわけいこく）は、徳島県那賀郡那賀町を流れる那賀川支流の紅葉川に位置する渓谷。日本の紅葉百選に選定。

## 概要
国道195号横にある「もみじ川温泉」から那賀川支流の紅葉川づたいに入ったあたりから展開する渓谷。その名の通り、渓谷にせり出した紅葉が見どころである。
春は山桜、秋は紅葉と四季折々の風情が楽しめる。
渓谷内を流れる紅葉川はアメゴや鮎などの川魚の宝庫としても知られている。

## アクセス
- JR牟岐線「桑野駅」から徳島バス川口行きで40分、「川口営業所」で徳島バス南部出原、平谷行きに乗り換えて5分、「もみじ川温泉」下車、徒歩5分。